# Waldemar Philippi
Waldemar Philippi (Saarbrücken, 13 de abril de 1929 - Saarbrücken, 4 de outubro de 1990) foi um futebolista alemão.

## Carreira
Jogou toda sua carreira no 1. FC Saarbrücken, pelo qual disputou 255 partidas e balançou as redes adversárias 16 vezes, entre 1945 e 1960.

## Seleção do Sarre
Philippi jogou ainda pela Seleção do Sarre entre 1950 e 1956. Foi o recordista de partidas pela equipe, com 18 jogos e participando das eliminatórias da Copa de 1954. O Sarre, que teve como técnico o futuro campeão mundial Helmut Schön, chegou a superar a Noruega, porém não conseguiu a classificação, obtida pela Alemanha Ocidental, quando precisava vencê-la. Após as eliminatórias, Philippi e os demais jogadores do território ficaram inelegíveis para uma possível convocação de Sepp Herberger.

## Morte
Faleceu em 4 de outubro de 1990, um dia após a reunificação das Alemanhas Ocidental e Oriental.